# Протесты в Грузии после парламентских выборов (2024)
Протесты в Грузии после парламентских выборов 2024 года начались вечером 28 октября того же года после парламентских выборов, на которых ЦИК Грузии объявила победу правящей партии Грузинская мечта. С победой этой партии не была согласна грузинская оппозиция и лично президент Саломе Зурабишвили, которые заявили о фальсификации результатов выборов и призвали граждан к протесту. Одновременно с Тбилиси протестные акции проходили в Батуми, Кутаиси, Гори, Зугдиди и других городах.

## История
В октябре 2024 года в Грузии прошли парламентские выборы, на которых ЦИК Грузии объявила победу правящей партии Грузинская мечта. Наблюдатели сообщали случаи подкупа избирателей и повторного голосования одних и тех же избирателей на разных участках. Грузинская оппозиция и президент не признали итоги выборов, заявили, что результаты выборов фальсифицированы, и призвали к протестам.

### Ноябрь
После утверждения итогового протокола прошедших парламентских выборов, 17 ноября грузинская оппозиция, проведя митинг, перекрыла дорогу у здания Тбилисского государственного университета и установила палатки. На проспекте Руставели параллельно проходила акция «Верните голос».
К 19 ноября полиция оттеснила протестующих и снесла расположенный там палаточный городок. Позже начались задержания участников акции. В МВД подтвердили задержание 16 человек.
28 ноября премьер-министр Ираклий Кобахидзе заявил о прекращении проведения переговоров вступления в Евросоюз до 2028 года, вследствие чего в Тбилиси снова вспыхнули митинги. Протестующих поддержала действующий президент Грузии и некоторые чиновники.
На ежедневные протесты выходит с каждым днем все больше и больше людей недовольными так называемой "приостановки" Евро-интеграции Грузии. Вышли на улицы Тбилиси и других городов всей страны не только грузинская молодежь, но и большое количество представителей старшего поколения страны. Для разгона протестов, полиция и спецназ используют слезоточивый газ, водомёты и газовые шашки.
30 ноября протестующие собрались у здания Общественного вещания Грузии с требованием выйти в прямой эфир Первого канала Грузии, в ответ директор телеканала Тинатин Бердзенишвили удовлетворила требование протестующих, выделив эфирное время в 20:00.
Поздно вечером 30 ноября в здании парламента в центре Тбилиси произошёл пожар, демонстранты закидывали окна камнями. МВД около полуночи по местному времени (23:00 мск) объявило, что акция протеста «приняла целиком насильственный характер». Спецназ начал вытеснять демонстрантов с территории перед парламентом, силовики применили слезоточивый газ и водомёты. Протестующие в ответ возводили баррикады и поджигали их, применяли против силовиков пиротехнику и легковоспламеняющиеся предметы.

### Декабрь
По состоянию на 2 декабря известно по крайней мере о 224 задержанных протестующих и о 113 пострадавших сотрудниках МВД.
Гражданина России, задержанного в ночь с 29 на 30 ноября во время протестов в Тбилиси, депортировали в Армению. Ещё двоим гражданам России назначили административные аресты сроком от 10 до 13 суток.
28 декабря, накануне инаугурации нового президента во всех городах Грузии демонстранты выстроились в цепи, протестуя против выборов парламента и президента, которые оппозиция считает незаконными.